# Karl Bunsen
Friedrich Karl Ludwig Bunsen (* 14. Januar 1796 in Frankfurt am Main; † 2. April 1839 ebenda) war ein deutscher Arzt und Geburtshelfer.

## Leben und Werk
Karl Bunsen war der zweite Sohn des Frankfurter Münzmeisters Johann Georg Bunsen und Enkel von Philipp Christian Bunsen. Seine Brüder waren Georg Bunsen und Gustav Bunsen. Sein Vetter war der Chemiker Robert Wilhelm Bunsen.
Bunsen nahm an den Befreiungskriegen als Angehöriger der Schwarzen Schar teil und kämpfte 1815 in der Schlacht bei Waterloo. Er studierte Medizin und ließ sich nach der Promotion 1820 als praktischer Arzt und Geburtshelfer in Frankfurt am Main nieder. Wie seine Brüder war er an der Vorbereitung des Frankfurter Wachensturm vom 3. April 1833 beteiligt. In der von ihrem Vater geleiteten städtischen Münze hatten sie ein Waffendepot eingerichtet. Nach dem Scheitern des Aufstandes, an dem er nicht aktiv teilgenommen hatte, blieb Karl in Frankfurt. Sein steckbrieflich gesuchter Bruder Gustav wanderte in die Vereinigten Staaten aus. Der ältere Bruder Georg folgte ihm Anfang März 1834 mit seiner Familie und etlichen anderen Dreißigern. Obwohl ihm Senator Johann Gerhard Christian Thomas, der die polizeilichen Untersuchungen nach dem niedergeschlagenen Wachensturm leitete, unter der Hand zur Auswanderung riet, blieb Karl in Frankfurt.
Er schloss sich Anfang 1834 dem Frankfurter Männerbund an, einer Nachfolgeorganisation des 1832 verbotenen Preß- und Vaterlandsvereins. Am 2. Mai 1834 verhalfen die Aufseher einigen in der Konstablerwache inhaftierten Teilnehmern des Wachensturms zur Flucht. Frankfurter Bürger hatten dabei Unterstützung geleistet. Die Bundeszentralbehörde verschärfte daraufhin ihre Repressalien. Am 4. November 1834 wurde Karl Bunsen unter dem Verdacht der Mitgliedschaft im Männerbund und der Teilnahme am Komplott zur Gefangenenbefreiung verhaftet. Er verbrachte beinahe vier Jahre ohne Gerichtsurteil in Untersuchungshaft auf dem Hardenberg der Festung Mainz. Erst am 7. Juni 1838 sprach ihn das Oberappellationsgericht der vier Freien Städte in Lübeck von der Teilnahme an der Verschwörung frei, während es in der Frage der Beihilfe zur Gefangenenbefreiung auf schuldig erkannte. Bunsen wurde mit Rücksicht auf die lange Untersuchungshaft freigelassen und starb im Jahr darauf in Frankfurt.
Er ist im Schwarzen Buch der Frankfurter Bundeszentralbehörde (Eintrag Nr. 217) festgehalten.